# Abies sibirica
Abies sibirica, el abeto de Siberia, o siberiano es una especie de conífera originaria de Siberia.

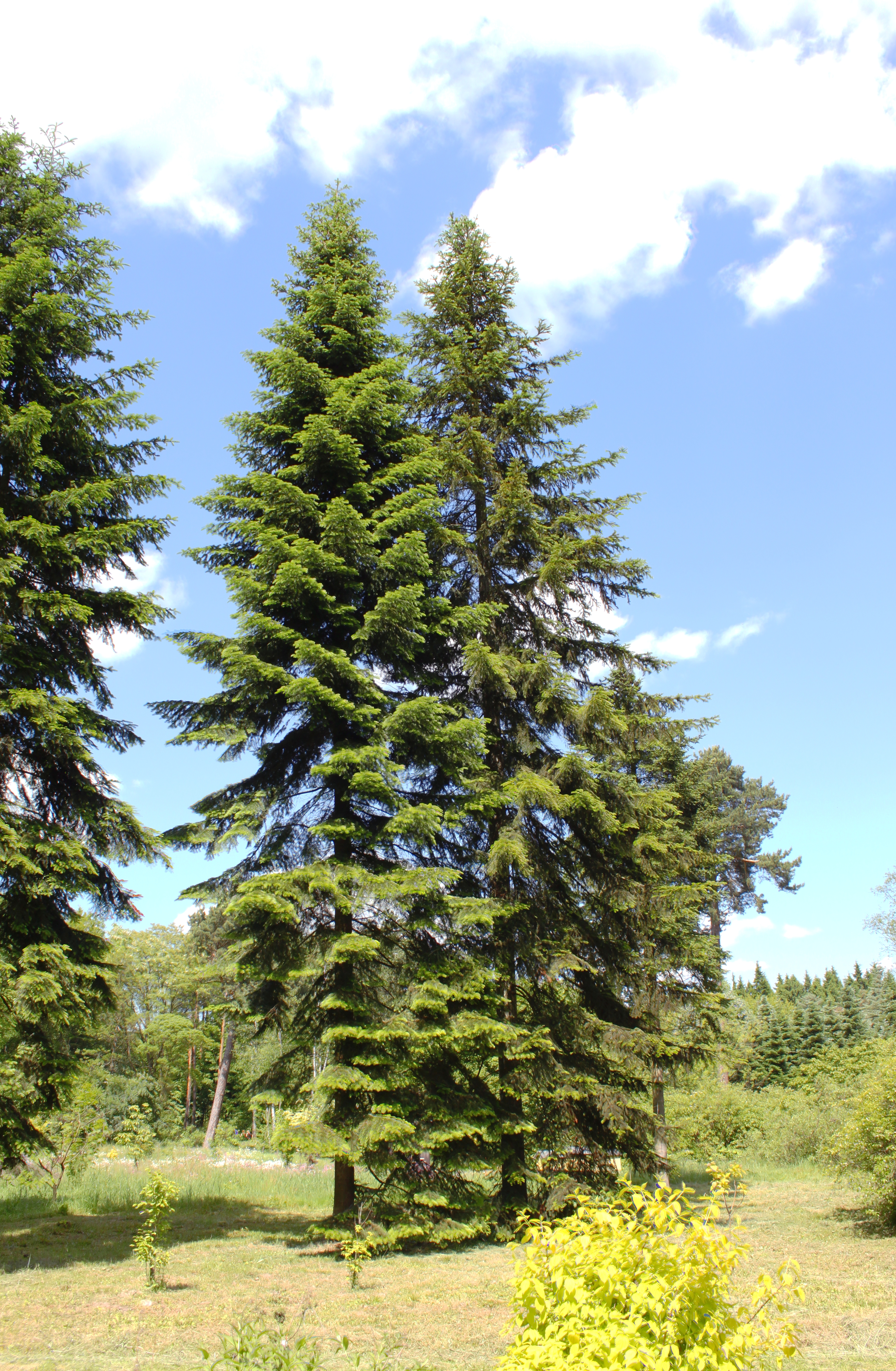
Detalle del árbol

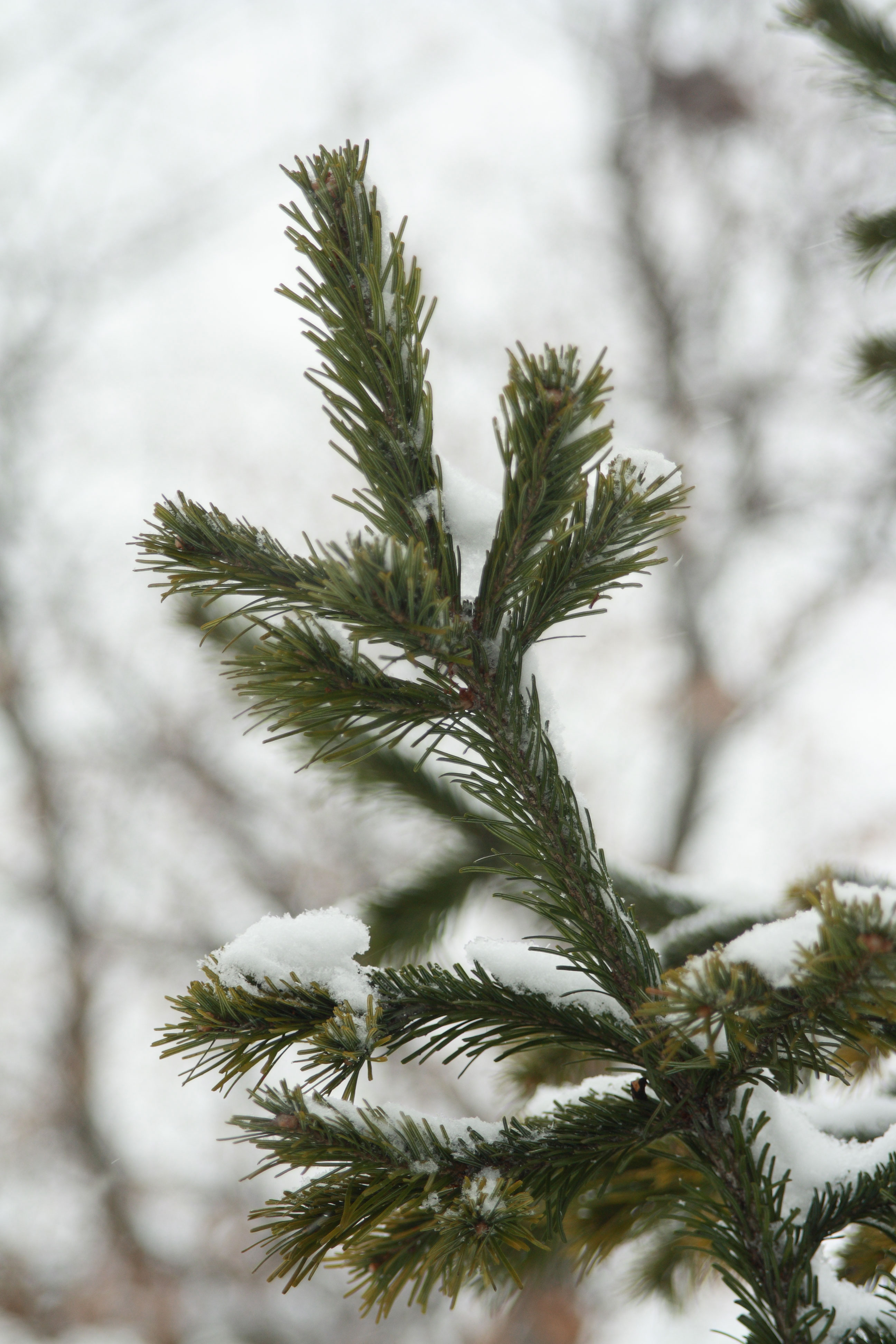
Detalle de las hojas

## Descripción
Es un árbol perenne que alcanza 30-35 m de altura y un tronco de 0,5-1 m de diámetro con una corona cónica. La corteza es verde-gris y suave con resina. Las hojas en forma de agujas son de 2-3 cm de longitud y 1,5 cm de ancho. Son de color verde claro por arriba y con dos bandas gris-blanca de estomas por debajo. Las piñas son cilíndricas de 5-9,5 cm de longitud y 25-35 mm ancho. Las semillas de 7 mm de longitud son lanzadas al disgregarse el cono después de madurar.

## Distribución y hábitat
Es nativa de la taiga al este del río Volga y en latitud 67° 40′ N a través de Turkestan, nordeste Xinjiang, Mongolia y Heilongjiang. Vive en clima frío boreal en suelos húmedos en montañas o ríos a altitudes de 1900-2400 m s. n. m. Es muy tolerante a la sombra, a las heladas y duro, sobreviviendo a temperaturas por debajo de -50 °C. Raramente vive por encima de los 200 años.

## Propiedades
Su aceite esencial se extrae de sus hojas y es usado en aromaterapia y perfumes. La madera es suave y ligera, usándose en la construcción de muebles.
Principios activos: Aceite esencial que contiene: Acetato de bornilo (25-35 %), alfa-pineno (10-22 %), delta3-careno (5-15 %), canfeno (15-26 %), pequeñas cantidades de cineol (1-5 %), limoneno (4-8 %), beta-pineno (1-3 %), alfa-terpineol (1-5 %), y borneol (1-5 %).

## Taxonomía
Abies sibirica fue descrita por Carl Friedrich von Ledebour y publicado en Flora Altaica 4: 202. 1833.
Etimología
Abies: nombre genérico que viene del nombre latino de Abies alba.
sibirica: epíteto geográfico que alude a su localización en Siberia.
Variedades
Hay dos variedades:
- Abies sibirica var. sibirica.
- Abies sibirica var. semenovii (B.Fedtsch.) Farjon . Endémica de Kirguistán.

Sinonimia
- Pinus sibirica Ledeb.
- Pinus picea Pall.[6]
- Pinus pichta Fisch. ex Endl. & Lodd.
- Picea pichta Loudon
- Abies pichta J.Forbes
- Abies semenovii B.Fedtsch.
- Abies sibirica var. semenovii B.Fedtsch.[7]
- Abies krylovii Golub
- Abies sibirica f. alpina Poljakov
- Abies sibirica var. alpina (Poljakov ex Kom.) Silba
- Abies sibirica f. alpina Poljakov ex Kom.
- Picea sibirica Gordon[8]